# Église Saint-Martin d'Armentières-sur-Ourcq
L'église Saint-Martin d'Armentières-sur-Ourcq est une église située à Armentières-sur-Ourcq, en France.

## Localisation
L'église est située sur la commune de Armentières-sur-Ourcq, dans le département de l'Aisne.